# Грачёва, Алла Васильевна
Алла Васильевна Грачёва (род. 26 сентября 1935, Киев) — советский архитектор.

## Биография
Родился 26 сентября 1935 года в Киеве. В 1967 году окончила КИСИ.

## Награды и премии
- Государственная премия УССР имени Т. Г. Шевченко (1984) — за гостиничный комплекс «Градецкий» в Чернигове

## Творческое наследие
Проектировала в соавторстве такие сооружения, как:
- отель «Киев» в Киеве (1972),
- гостиница «Русь» в Киеве (1974—1993),
- гостиница «Градецкая» в Чернигове, 1983;
- проводила реконструкцию санатория «Карасан» в Алуште (1976—1982);
- спортивный корпус школы в Киеве, 1984;
- проект автовокзала в Чернигове, 1992.